# Adam Rothenberg
Adam Rothenberg (Tenafly, Nueva Jersey, 20 de junio de 1975) es un actor estadounidense, conocido por sus papeles en Ripper Street, Dietland y Castle Rock entre otros.

## Vida personal
Adam Rothenberg nació en Tenafly, Nueva Jersey, el 20 de junio de 1975. Sus padres, Kenneth y Gillian, tenían cinco hijos más. Su padre era judío.
Siempre sintió una gran afinidad por Irlanda, y tenía colgado en su cuarto un mapa del país. Le encantaba la banda Dr Hook and the Medicine Show.
De pequeño, no le interesaba ser actor, empezó en el instituto, porque le ayudaba a aprobar otra asignatura que necesitaba.
Estudió actuación en el Acting Studio de Nueva York.
Antes de ser actor, sirvió dos años en el ejército, en Alemania, en 1996 y 1997. Además trabajaría para la revista Mademoiselle, como basurero y como guardia de seguridad.
No fue hasta los 24 años que decidió dedicarse plenamente a ser actor, y porque su padre le presionó para que diera rumbo a su vida. Durante el rodaje de Ripper Street, empezó a salir con su compañera de rodaje Charlene McKenna, una actriz irlandesa, relación que ha continuado desde entonces, comprometiéndose en 2019. Tenían previsto casarse en julio de 2020, pero, debido a la pandemia por el coronavirus de 2020, la boda no pudo celebrarse. Se casaron al año siguiente.

## Carrera
En sus primeros años de actividad, participó en diversas obras teatrales fuera de Broadway, como, por ejemplo, en The Women's Project's Birdy (que fue aclamado por la crítica en 2003), Danny and the Deep Blue Sea (2004), The Wooden Breeks (2006). Asimismo, participó en obras como Mother of Invention (2003), A Streetcar Named Desire (2004, junto a Patricia Clarkson), Lady Windermere's Fan (2005),  y A Doll's House(2011) o Burn This.
También actuaría posteriormente en Londres en Fool For Love (2016).
Su primer papel protagonista en televisión fue en 2008, en Todos mis novios.
En la serie de Ripper Street, también participó en la banda sonora.

## Filmografía

### Actor

#### Películas
| Año  | Título                     | Papel              | Notas  |
| ---- | -------------------------- | ------------------ | ------ |
| 1999 | Modern Young Man           |                    | Cortos |
| 2001 | Cruise Control             | Cliente de Flapjax | Cortos |
| 2003 | Coyote Beach               | El hombre          | Cortos |
| 2004 | Instinct Theory            | Hombre             | Cortos |
| 2008 | Mad Money                  | Bob Truman         |        |
| 2008 | Tennessee                  | Carter             |        |
| 2008 | Horsefingers 3: Starfucker | Lem                | Corto  |
| 2009 | Under New Management       | Mark Boyd          |        |
| 2011 | The Dish & the Spoon       | Marido de Rose     |        |
| 2013 | The Immigrant              | Agente DeKeiffer   |        |
| 2017 | Dark Ascension             | Keith              |        |
| 2021 | The Mauritanian            | Santiago           |        |

* Fuente: Imdb

#### Series
| Año       | Título                       | Papel                    | Notas                                   |
| --------- | ---------------------------- | ------------------------ | --------------------------------------- |
| 2003      | Hack                         | Greg                     | Episodio "To Have and Have Not"         |
| 2004      | The Jury                     | Chris Benini             | Episodio "Three Boys and a Gun"         |
| 2006      | Conviction                   |                          | 2 episodios                             |
| 2006      | Misconceptions               | Eddie Caprio             | Serie no emitida 7 episodios            |
| 2006      | Damages                      | Evan Wexler              | Película para televisión                |
| 2008      | Law & Order                  | Marty Vance              | Episodio "Submission"                   |
| 2008-2009 | Todos mis novios             | Augie                    | 13 episodios                            |
| 2010      | House                        | Taylor                   | Episodio "Private Lives"                |
| 2010      | Law & Order: Criminal Intent | Henry Di Piano           | Episodio "The Mobster Will See You Now" |
| 2011      | Person of Interest           | Andrew Benton            | Episodio "Cura Te Ipsum"                |
| 2012      | Alcatraz                     | Johnny McKee             | Episodio "Johnny McKee"                 |
| 2012      | Elementary                   | Liam Danow               | Episodio "You Do It to Yourself"        |
| 2012-2016 | Ripper Street                | Capitán Homer Jackson    | 36 episodios                            |
| 2014      | The Divide                   | Danny                    | 7 episodios                             |
| 2018      | Dietland                     | Dominic O'Shea           | 10 episodios                            |
| 2018      | Castle Rock                  | Reverendo Matthew Deaver | 8 episodios                             |
| 2019      | Orange Is the New Black      | Sr. Doggett              | Episodio "Me as Well"                   |
| 2020      | The Serpent                  | Gilbert Redland          | 3 episodios                             |
| 2022      | Ozark                        | Mel Sattem               |                                         |

* Fuente: Imdb

### Productor
| Año  | Título       | Notas |
| ---- | ------------ | ----- |
| 2003 | Coyote Beach | Corto |

* Fuente: Imdb

### Bandas sonoras interpretadas
| Año  | Título        | Canción      | Episodios              | Notas                      |
| ---- | ------------- | ------------ | ---------------------- | -------------------------- |
| 2016 | Ripper Street | In the Pines | A White World Made Red | No aparece en los créditos |
| 2016 | Ripper Street | In the Pines | Some Conscience Lost   | No aparece en los créditos |